# Спроба державного перевороту в Туреччині
Спроба державного перевороту в Туреччині — заколот, що відбувся в ніч з 15 на 16 липня 2016 року. Спроба перевороту була підтверджена Прем'єр-міністром Туреччини Біналі Їлдиримом в коментарях для турецького телеканалу NTV. За словами посадовця, група військових, використовуючи свої повноваження і зброю, спробувала захопити владу в країні.

## Передумови

### Протистояння поглядів кемалізму та ісламізму
З моменту створення багатопартійної демократії в Туреччині в 1946 році, Збройні сили Туреччини разом із судовою гілкою влади розглядали себе як охоронці кемалістських ідеалів та світського турецького націоналізму, встановлених під час правління Мустафи Кемаля Ататюрка для того, щоб зменшити вплив політичних партій, які пропагують більшу роль ісламу в суспільному житті країни. Військові та судові органи влади регулярно втручалися в політику, блокуючи або забороняючи партії, що представляли консервативних мусульманських турків, які намагалися послабити обмеження щодо традиційних релігійних практик, таких як, обов'язкове носіння жінками хіджабу. Військові скинули чотири обрані уряди шляхом переворотів 1960 та 1980 років та військовими меморандумами 1971 та 1997 років, а також заборонили кілька великих політичних партій. У 1998 році Ердогану, який був мером Стамбулу в той час, було заборонено на довічний термін займатися політикою. Він ув'язнений через вірш, який він прочитав кілька років до того на відкритому засіданні. У 2007 році військові висловили свою незгоду з обранням представника партії Справедливості та розвитку Абдулли Гюля президентом країни шляхом публікації електронного меморандуму, але Гюль був все ж таки обраний президентом Туреччини, коли його партія виграла референдум та дострокові вибори викликані цим питанням, що призвело до отримання партією Гюля ще більшої кількості місць в парламенті.

### Суд над Ергенеконом
У роки, що передували спробі державного перевороту в 2016 році, мали місце так звані «судові процеси Ергенекона», які розглядалися аналітиками як спроба цивільних лідерів Туреччини при підтримці президента Ердогана встановити повний контроль над збройними силами країнами. У цій справі, що розглядалася в 2013 як «сенсаційна» та «одна з найбільших в новітній історії Туреччини» — 275 чоловік, в тому числі старших офіцерів, журналістів, юристів та вчених, були звинувачені у підготовці державного перевороту в 2003 та 2004 роках в рамках секретної мережі під назвою «Ергенекон», дії якої нібито були спрямовані проти Ердогана, який був прем'єр-міністром у той час. Крім того, деякі військовослужбовці були звинувачені в участі у окремій змові «кувалда» (тур. Balyoz Harekâtı).
Одночасно Ердоган сприяв підвищенням офіцерів нижчої ланки вгору по ланцюжку командування, гарантуючи цим, що вище керівництво армії буде лояльне до нього, тим самим деморалізуючи армію.

### Законопроєкт про «імунітет»
13 липня 2016 року, менш ніж за два дні до спроби перевороту, президент Туреччини підписав законопроєкт, що надає турецьким військовослужбовцям імунітет від судового переслідування під час участі у внутрішніх безпекових операціях. Порушення кримінальних справ проти командирів затверджується прем'єр-міністром, а стосовно солдатів молодшого рангу можуть бути підписані губернаторами. Законопроєкт імунітету був спробою налагодити взаємини між урядом та збройними силами, які все частіше беруть участь у військових операціях в курдських районах.

## Перебіг подій
Увечері 15 липня 2016 року на вулицях столиці Туреччини Анкарі та у місті Стамбул було чути постріли з вогнепальної зброї. Над Анкарою літала військова авіація, у Стамбулі були помічені танки. За повідомленнями очевидців, було чути стрілянину в «Міжнародному аеропорту Ататюрка» та вибух в Анкарі у центрі підготовки сил спеціального призначення. Обидва мости (Перший Босфорський міст та Міст Султана Мехмета) через Босфорську протоку у Стамбулі були перекриті військами.

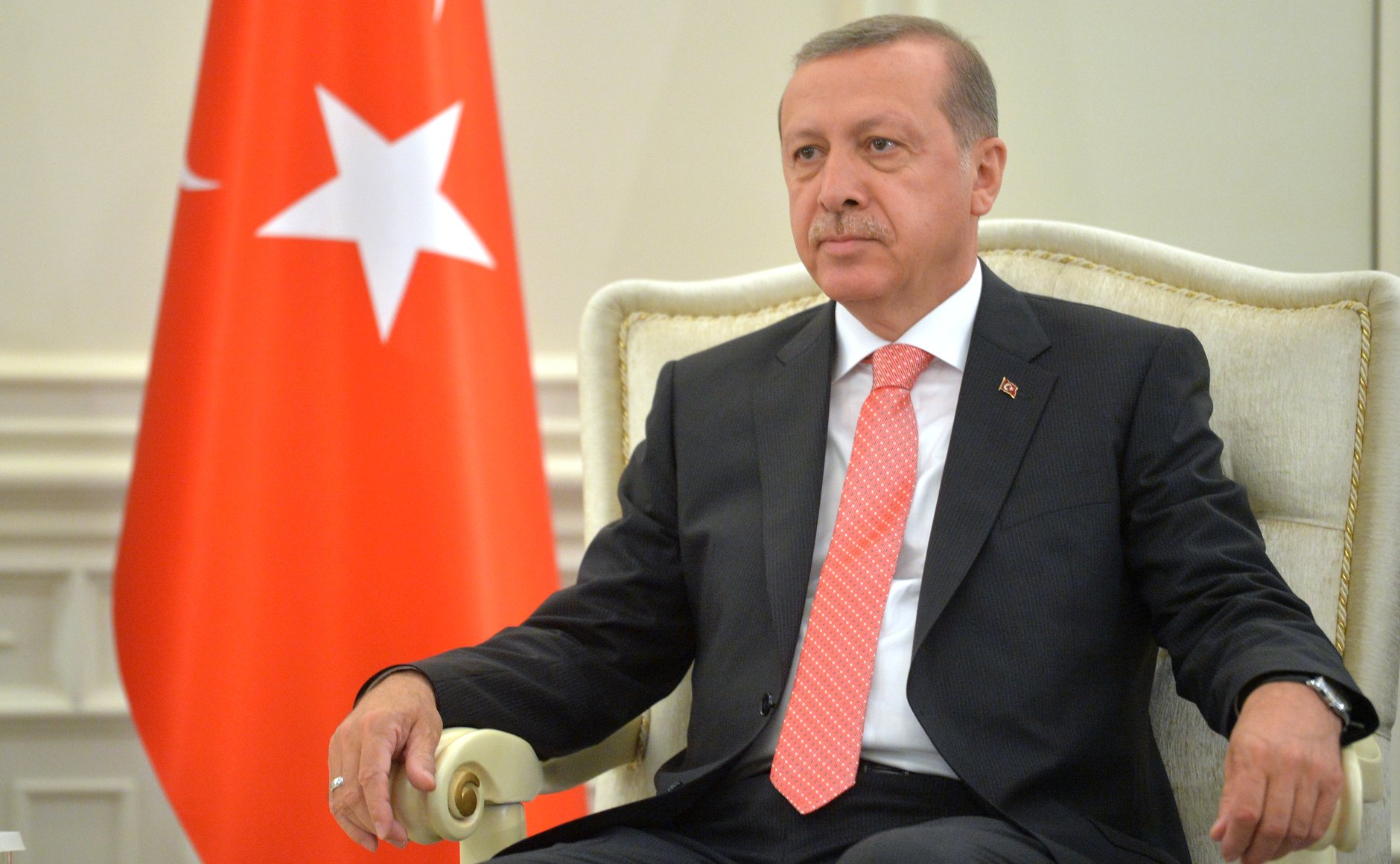
12-й Президент Туреччини Реджеп Таїп Ердоган

Близько 23:00, турецькі ЗМІ оголосили офіційне повідомлення, що збройні сили узяли під контроль усю владу в країні «в ім'я збереження демократичного устрою та дотримання прав людини», влада у країні переходить до так званої «Ради миру», оголошено про запровадження комендантської години та воєнного стану. Разом з тим, прем'єр-міністр Туреччини Біналі Їлдирим оголосив про спробу військового перевороту.
У штаб-квартирі турецьких збройних сил взятий у заручники начальник Генерального штабу Хулусі Акар разом з деякими іншими керівниками турецької армії. Повідомлялося про те, що охорону президентського палацу нейтралізовано.
Президент країни Реджеп Таїп Ердоган через FaceTime зробив заяву на турецькому телебаченні, у якій закликав населення до спротиву спробам державного перевороту. Після звернення, на вулиці вийшли тисячі людей, через що виникли вуличні сутички між прихильниками чинної влади та заколотниками. Згодом підтримку Ердогана також виголосило командування ВМС країни.
Турецькі ЗМІ повідомили про атаку з гелікоптерів на головне управління поліції в Анкарі та танкову атаку на будівлю парламенту. Крім того, в офісі державного телебачення стався вибух, ймовірно через вертолітний напад. Також було завдано ударів по штаб-квартирі турецької розвідки. Небо над Анкарою контролювали винищувачі, також вони збили один з гелікоптерів заколотників.
Ближче до ранку 16 липня президент Ердоган, який перебував у відпустці в Мармарисі прибув в аеропорт імені Ататюрка в Стамбулі де дав прес-конференцію, під час якої заявив, що готель, в якому він перебував, після його від'їзду бомбардували.

## Організатори та виконавці
Реджеп Ердоган у своєму зверненні до народу заявив, що за переворотом стоять прибічники мільярдера та духовного лідера Фетхуллаха Ґюлена, якого підтримують військовики середньої ланки, у той час як вище керівництво армії підтримало президента. В свою чергу, Фетхуллах Ґюлен, який на той час знаходився та тривалий час проживав у американському місті Філадельфія, заперечив свою причетність до заколоту.
18 липня 2016 року колишній глава ВПС Туреччини Акин Озтюрк визнав себе винним в організації перевороту.

## Наслідки
Спочатку повідомлялось про арешти 754 військових-заколотників. Станом на 13:00 було затримано 2839 військовослужбовців, які брали участь у спробі військового перевороту.
Вдень 16 липня «BBC» повідомляло, що жертвами заворушень стали не менше 90 осіб, 154 було поранені. Станом на 15:00 16 липня достовірно відомо про 161 загиблого і 1440 поранених внаслідок заворушень. Також внаслідок авіаудару в Анкарі загинуло 17 поліцейських.
Станом на 18 липня заарештовано понад 6 тисяч учасників заворушень в Стамбулі та Анкарі. Після спроби перевороту турецька влада звільнила майже 8 777 тисяч держслужбовців, серед яких 30 губернаторів, 52 громадських інспектори та 16 консультантів. Також було заарештовано 755 прокурорів та суддів і сотні поліцейських. 24 липня прем'єр-міністр Туреччини Б. Їлдирим заявив про затримання понад 13 тисяч людей — 1329 поліцейських, 8831 військових, 2100 суддів та прокурорів, а також про розпуск президентської гвардії.
30 липня стало відомо, що кількість людей, які постійно або тимчасово позбавлялися своїх посад становила 70 тисяч осіб. Загалом кадрова чистка зачепила більшість державних сфер. Зокрема, систему освіти, медицину, армію, правоохоронні органи та ЗМІ. У той же час було звільнено 758 затриманих військових .
31 липня Ердоган заявив, що уряд має наміри встановити жорсткий контроль над армією. Через декілька годин у виданні «Офіційний вісник» з'явилась інформація, що сухопутні, морські та військово-повітряні сили Туреччини відтепер підпорядковані міністерству оборони . 

### Міжнародна реакція
Політичне керівництво України, НАТО, США, Великої Британії, Німеччини та деяких інших країн висловили свою підтримку чинному президенту країни. Президент України Петро Порошенко висловив свою підтримку Реджепу Ердогану вранці 16 липня.

## Цікаві факти
Серед затриманих заколотників виявилися пілоти, які збили російський літак[джерело?].

## Версії та оцінки
Спроба перевороту отримала неоднозначні оцінки. Спостерігачі називають три основні версії військового заколоту:
- Переворот організував Фетхуллах Ґюлен.
- Переворот був ініціативою військовиків, невдоволених політикою Ердогана.
- Спроба перевороту була інсценована Ердоганом і його оточенням[45].

Військовики діяли невпевнено, не озвучили чіткого плану дій та одразу не арештували головних високопосадовців, дозволивши їм робити заклики до народу через ЗМІ та соцмережі. Для перевороту обрано невдалий час — вечір п'ятниці. До півночі жителі міст ще гуляли вулицями, користуючись спадом спеки. Натомість, якби військо зайняло місто о 3–4 годині ранку, вулиці були би порожні, а населення би спало. Після невдачі заколоту військовий офіцер у відставці повідомляв, що два винищувачі «F-16» заколотників тримали на прицілі приватний літак Ердогана під час перельоту з курорту Мармарис (де його застав переворот), до Стамбула. Винищувачі так і не відкрили по ньому вогонь.
За кілька годин після перевороту розпочалися масові арешти військових, поліцейських, суддів і прокурорів. За два дні без доказів і слідства заарештовано до 3000 військових і 2745 суддів і прокурорів, до 25 липня сумарно було заарештовано 13 тис. осіб. Швидкість, із якою це було зроблено, наводить на думку, що списки були готові заздалегідь — таку думку висловив Йоганнес Ган, комісар ЄС із питань політики сусідства та розширення.
Під приводом зміцнення влади після перевороту проведено Конституційний референдум 2017 року, за результатами якого скасовано посаду прем'єр-міністра, а владу зосереджено в руках президента, перетворивши Туреччину на президентську (чи суперпрезидентську) республіку. Оглядачі порівняли путч із підпалом Рейхстаґу 1933 року, який пришвидшив прихід нацистів до влади в Німеччині. Авторитарну та популістську політику президента Ердоґана підтримали консервативні ісламістські кола населення. Через два тижні після референдуму за рішенням турецьких судів розпочалося блокування Вікіпедії в Туреччині під приводом «захисту від очорнення Туреччини в міжнародних ЗМІ», бо деякі статті Вікіпедії містили посилання на джерела, що вказували на зв'язки турецької влади з Аль-Каїдою та ІДІЛ.